# Steffi Niederzoll
Steffi Niederzoll (* 1981 a Nuremberg) és una directora de cinema i guionista alemanya.

## Vida i carrera
Niederzoll va estudiar a l'Acadèmia d'Art pels Mitjans de Comunicació de Colònia i a l'Escola Internacional de Cinema i Televisió a Cuba. També va participar en la direcció de cursos magistrals. Els seus curtmetratges s'han projectat en diversos festivals de cinema.
Des d'octubre de 2019 fins a gener de 2020, Niederzoll va ser becat del programa de residència de l'Acadèmia Cultural Tarabya, institució gestionada per l'Ambaixada alemanya a Ankara,  i subordinada al Goethe-Institut Istanbul, que dóna suport a artistes de diverses disciplines amb l'objectiu de promoure l'intercanvi cultural germano-turc.
El 2023, el seu documental Sieben Winter in Teheran es va projectar a la secció Perspektive Deutsches Kino del 73è Festival Internacional de Cinema de Berlín es va projectar per primera vegada. El seu primer llargmetratge és una coproducció alemanya-francesa i descriu el destí de la dona iraniana Reyhaneh Jabbari. El mateix any es va publicar el llibre Wie man ein Schmetterling wird, que descriu la vida de Jabbari i va ser escrit per la mare de Jabbari i Steffi Niederzoll. Les dues dones es van conèixer a Turquia el 2017. Després que Niederzoll va veure el material que estava en poder de la mare de Jabbari, va decidir fer-ne una pel·lícula.
Niederzoll no sols es dedica a l'art cinematogràfic, sinó també al treball artístic interdisciplinari. L'any 2017 va participar en la performance del col·lectiu “1000 Gestalten” durant la Cimera del G-20 d'Hamburg. Altres dels seus treballs artístics col·lectius s'han mostrat al Festival Brecht, a la Kunsthalle Baden-Baden i al Museu d'Art Contemporani de Roskilde i Vejle, Dinamarca.

## Premis
La pel·lícula de Niederzoll Lea va participar al 58è Festival Internacional de Cinema de Berlín de 2008 a la secció Perspektive Deutsches Kino. A la mateixa secció, la seva pel·lícula Sieben Winter in Teheran va celebrar la seva estrena mundial el febrer de 2023. La pel·lícula va ser especialment destacada per la seva referència a Iran i va rebre el Premi del Cinema de la Pau 2023 al 73è Festival Internacional de Cinema de Berlín. Niederzoll també va guanyar el Premi Kompass-Perspektive amb Sieben Winter in Teheran.
L'abril de 2023, Niederzoll va rebre el Premi Roman Brodmann a la pel·lícula documental política per Sieben Winter in Teheran, atorgat per la Haus des Dokumentarfilms, l’Europäischen Medienforum Stuttgart e.V. (HDF) i l'Institut für Medien- und Kommunikationspolitik. Aquesta pel·lícula també va participar al Canadian Hot Doc Festival de 2023 i va estar entre les 20 millors pel·lícules votades pels espectadors.
El 2024, Niederzoll va rebre el Bayerischer Filmpreis per Sieben Winter in Teheran. La declaració del jurat va afirmar: “La cineasta i el seu equip es submergeixen amb dedicació en una cultura i una llengua estrangeres per exposar les injustícies del sistema legal iranià. La pel·lícula fascina per la integració intel·ligent de diversos materials sonors, que es combinen amb la visualització per formar una obra d'art única."
A la cerimònia de lliurament dels Deutscher Filmpreis 2024 Sieben Winter in Teheran va ser premiat en les categories "Millor pel·lícula documental" (Melanie Andernach , Knut Losen i Steffi Niederzoll) i "Millor edició" (Nicole Kortlüke).
El novembre de 2024 va rebre a Barcelona el Premi Ondas internacional de televisió.

## Filmografia
- 2001: Je cherche Armand (curtmetratge)[16]
- 2003: Rio von der Motz (curtmetratge)
- 2003: Heimkehrer (ajudant de direcció)
- 2003/2004: Lormen (Ton)
- 2004: Pethutanten (curtmetratge, direcció)
- 2005: Als zöge die Landschaft (curtmetratge, direcció i guió)
- 2006: Solange du hier bist (guió)
- 2006: Ein Sommer lang (direcció i guió)
- 2008: Lea (direcció i guió)
- 2009: Bergig (curtmetratge, guió amb Julia Daschner)
- 2007–2009: Die Liebe der Kinder (actuació)
- 2015/2016: Der traumhafte Weg (actuació)
- 2023: Sieben Winter in Teheran (direcció i guió)

## Llibres
- Shole Pakravan mit Steffi Niederzoll: Wie man ein Schmetterling wird. Berlin Verlag, Berlin 2023, ISBN 978-3-8270-1370-5.